# Tuzla Saltminers 2018
Questa voce raccoglie le informazioni riguardanti i Tuzla Saltminers nelle competizioni ufficiali della stagione 2018.

## Razvojna Liga Američkog Fudbala Bosne i Hercegovine 2018

### Stagione regolare
| Sarajevo 28 gennaio 2018 | Tuzla Saltminers | 28 – 22 referto | Lavovi Bijeljina | Stadio Asim Ferhatović Hase |

| Sarajevo 28 gennaio 2018 | Sarajevo Spartans | 42 – 22 referto | Tuzla Saltminers | Stadio Asim Ferhatović Hase |

| Dvorovi 25 febbraio 2018 | Sarajevo Spartans | 16 – 8 | Tuzla Saltminers | Sportski Centar Savo Milošević |

### Playoff
| Tuzla 2018, ore 16:30 | Tuzla Saltminers | 36 – 28 | Sarajevo Spartans | Tušanj City Stadium |

## Hrvatska Football Liga 2018

### Stagione regolare
| Tuzla 16 settembre 2018, ore 12:30 | Tuzla Saltminers | 22 – 44 | Sarajevo Spartans | Stadion NK Rudar Bukinje |

| Bjelovar 6 ottobre 2018 | Bjelovar Greenhorns | 16 – 6 | Tuzla Saltminers |  |

| 28 ottobre 2018 | Zagreb Patriots | 63 – 0 | Tuzla Saltminers |  |

| 18 novembre 2018 | Split Sea Wolves | 9 – 7 | Tuzla Saltminers |  |

### Playoff
| Sarajevo 2 dicembre 2018, ore 12:00 | Sarajevo Spartans | 36 – 6 | Tuzla Saltminers | Stadio Asim Ferhatović Hase |

## Statistiche di squadra
| Competizione                | %Vittorie | In casa | In casa | In casa | In casa | In casa | In casa | In trasferta | In trasferta | In trasferta | In trasferta | In trasferta | In trasferta | Totale | Totale | Totale | Totale | Totale | Totale |
| Competizione                | %Vittorie | G       | V       | N       | P       | Pf      | Ps      | G            | V            | N            | P            | Pf           | Ps           | G      | V      | N      | P      | Pf     | Ps     |
| --------------------------- | --------- | ------- | ------- | ------- | ------- | ------- | ------- | ------------ | ------------ | ------------ | ------------ | ------------ | ------------ | ------ | ------ | ------ | ------ | ------ | ------ |
| / HFL (stagione regolare)   | .000      | 1       | 0       | 0       | 1       | 22      | 44      | 3            | 0            | 0            | 3            | 13           | 87           | 4      | 0      | 0      | 4      | 35     | 131    |
| HFL (playoff)               | .000      | 0       | 0       | 0       | 0       | 0       | 0       | 1            | 0            | 0            | 1            | 6            | 36           | 1      | 0      | 0      | 1      | 6      | 36     |
| RLAFBiH (stagione regolare) | .333      | 1       | 1       | 0       | 0       | 28      | 22      | 2            | 0            | 0            | 2            | 30           | 58           | 3      | 1      | 0      | 2      | 58     | 80     |
| RLAFBiH (playoff)           | 1.000     | 1       | 1       | 0       | 0       | 36      | 28      | 0            | 0            | 0            | 0            | 0            | 0            | 1      | 1      | 0      | 0      | 36     | 28     |
| Totale                      | .222      | 3       | 2       | 0       | 1       | 86      | 94      | 6            | 0            | 0            | 6            | 49           | 181          | 9      | 2      | 0      | 7      | 135    | 275    |